# EuroLeague’s 50 Greatest Contributors

50 Jahre Europapokal (2008)

Euroleague’s 50 Greatest Contributors ist eine 2008 veröffentlichte Liste der fünfzig bedeutendsten Persönlichkeiten in der Geschichte der EuroLeague sowie deren Vorgängerwettbewerbs, des Basketball-Landesmeisterpokals, mithin des jeweils bedeutendsten Vereinswettbewerbs im europäischen Vereinsbasketball der Herren. Anlässlich des fünfzigsten Jubiläums der ersten Austragung des Wettbewerbs 1958 wurden 35 Spieler, zehn Trainer und fünf Schiedsrichter ausgewählt. Nominiert waren, jeweils nach Kategorien geordnet, insgesamt 105 Spieler, 20 Trainer und zwölf Schiedsrichter, die als „Mitwirkende“ alle einen bedeutenden Beitrag erbracht hatten. Initiiert von der Leitung der Euroleague, erfolgte die Identifizierung und Nominierung durch wettbewerbserfahrene Experten, unter Beteiligung von Basketballinteressierten. Zwar waren ausschließlich Teilnehmer am zur jeweiligen Zeit bedeutendsten europäischen Vereinswettbewerb zugelassen, für die Auswahl wurden jedoch alle Wettbewerbe des jeweiligen nationalen und internationalen Liga- und Pokal- sowie des Nationalmannschafts-Spielbetriebs der Fédération Internationale de Basketball (FIBA) berücksichtigt.
Unter Vorsitz von Borislav Stanković, einem der ehemaligen Generalsekretäre der FIBA (1976 bis 2002), und seines Stellvertreters Eduard Portela, Präsident der spanischen Asociación de Clubs de Baloncesto (ACB), die auch die Liga ACB austrägt, und der Union des Ligues Européennes de Basketball (ULEB), wurde von einem Auswahlkomitee – weiter zusammengesetzt mit ehemaligen Spielern, Trainern sowie jeweils einer Basketballclub-Managementpersönlichkeit, einem Vertreter der Schiedsrichter und einem Basketball-Journalisten – am 3. Februar 2008 in Madrid (Spanien) für jede der drei Kategorien die Zusammensetzung der jeweiligen Liste der zu ehrenden Kandidaten abschließend bestimmt.

## ‘Greatest Contributors List 2008’ der EuroLeague Basketball

### Geschichte des Landesmeisterpokals und der EuroLeague bis 2008
In der Geschichte des Basketballsports in Europa, vor allem des internationalen Wettkampfsports der Basketballer, die in den 1930er Jahren begann, gibt es eine große Zahl von herausragenden Basketballpersönlichkeiten – in allen europäischen Ländern. Die wichtigsten Meilensteine der Entwicklung des Basketballspiels unter der Federführung der Weltfachverbandes FIBA in Europa sind die Veranstaltung der ersten FIBA Europameisterschaft 1935 für Männer-Nationalmannschaften in der Schweiz und die Gründung des FIBA Europapokalwettbewerbs für die nationalen Meisterclubs (engl. FIBA European Cup For Men’s Champion Clubs) im Jahr 1958. Die Teilnahme am FIBA Europapokal der Landesmeister, seit 1966 auch am FIBA Europapokal der nationalen Pokalsieger, ergab, dass den teilnehmenden Clubs in der Regel Finanzmittel, aus zugeflossenen Vergütungen der TV-Anstalten für Fernsehübertragungsrechte und für den von Clubs Wirtschaftsunternehmen gebotenen Kommunikationsleistungen, zuflossen, um sie für die Entwicklung ihrer Ligateams einzusetzen.
Eine neue Phase begann 2000/2001 mit dem Spielbetrieb der EuroLeague Basketball der Union des Ligues Européennes de Basketball (ULEB). Sie war 1991 in Rom (Italien) gegründet worden mit dem Ziel, die Entwicklung und Zusammenarbeit des Basketballsports in Europa zu fördern. Mitglieder der ULEB sind Profiligen der FIBA Europa, zu der auch assoziierte Verbände aus Anrainerstaaten der europäischen Landesverbände gehören, die traditionell immer in den Spielbetrieb der europäischen FIBA-Verbände eingebunden waren. Die ULEB hat ihren Sitz in Barcelona, Spanien. Einige der im Jahr 2008 nominierten Basketballspieler waren bereits 1949, in der Phase der schwierigen Nachkriegszeit des Zweiten Weltkriegs, auf „internationalem Parkett“ aktiv.

### Ausgangspunkt der Europapokal-Geschichte
Gründung und Beginn des FIBA Europapokals der Landesmeister sind Ausgangspunkt der Geschichte der EuroLeague Basketball. FIBA-Generalsekretär R. William Jones berief 1957 eine FIBA-Projektkommission, zu deren Leiter Raimundo Saporta (Spanien) berufen wurde und deren weitere Mitglieder Robert Busnel (Frankreich), Miloslav Kříž (damals Tschechoslowakei), Nikolai Semaschko (damals Sowjetunion) und Borislav Stanković (damals Jugoslawien) waren. Deren Mitglieder bekamen den Auftrag, ein Konzept zu entwickeln, das als Vorschlag die Etablierung eines Wettbewerbs für die Meisterteams der FIBA-Verbände auf europäischer Ebene vorsah. Die entscheidende Sitzung dieser FIBA-Kommission fand im Dezember 1957 in Gauting bei München statt.
Der erste Landesmeisterpokal wurde von der heutigen FIBA Europa für das Jahr 1958 ausgeschrieben. Die Verbände meldeten 22 teilnehmenden Clubteams. Von der französischen Sport-Tageszeitung L’Équipe war der Pokal gestiftet worden.
Bereits am 22. Februar 1958 bestritten Royal IV CSA Belgien und BBC Etzella Luxemburg (82 – 43 im Hinspiel und 63 – 36 im Rückspiel) das erste Spiel um den Europapokal der Landesmeister. Weitere Teilnehmer des Wettbewerbs waren: Jonction BC (Geneva/Switzerland), BK Slovan Orbis (Prague/damals Czechoslovakia), Union Babenberg (Wien/Austria), Honved SE (Budapest/Hungary), The Wolves (Amsterdam/Netherlands), BK Akademik (Sofia/Bulgaria), CJS Aleppo (Syria), ASK Olimpia (Ljubljana/damals Yugoslavia), Fenerbahçe SK (Istanbul/Turkey), Panellinios GS (Athens/Greece), CCA Bucarest (Romania), Basket Villeurbanne (France), ASK (Riga/damals USSR), HSG Wissenschaft HU (Berlin/damals East Germany), Pantterit (Helsinki/Finland), CWKS Legia (Warsaw/Poland), Simenthal Olimpia (Milano/Italia), Maccabi (Tel Aviv/Israel), FC Barreirense (Barreiro/Portugal) and Real Madrid (Spain). Erster Europapokalsieger der Landesmeister wurde im Jahr 1958 ASK Riga.

### Wahl der Akteure
Dem Sachverständigenausschuss der EuroLeague Basketball gehörten neben Boris Stanković und Eduard Portela sieben weitere Basketballpersönlichkeiten, ausgestattet mit einer besonderen Expertise des internationalen Basketballsports, an. Die Seite der ehemaligen Spieler wurde durch zwei herausragende Spieler-Persönlichkeiten des weltweit organisierten Basketballsports vertreten, durch Sergei Below aus Russland und Dino Meneghin aus Italien. In der Geschichte des europäischen Basketballsports gehörten sie in der zweiten Hälfte des zwanzigsten Jahrhunderts zu den erfolgreichsten und zu dem Kreis der international verdienstvoll engagiertesten Spieler. Die Gruppe der „Europapokal-Trainer“ wurden durch Lolo Sainz, Spanien, und Dan Peterson aus den Vereinigten Staaten, der langjährig in Europa tätig war, vertreten. Weiter waren an den getroffenen Entscheidungen Shimon Mizrahi, fast vier Jahrzehnte Präsident Maccabi Tel Aviv, Costas Rigas, Leiter des Schiedsrichterbereichs der EuroLeague Basketball, und Jean-Luc Thomas von L’Équipe, Journalist der französischen Tageszeitung, beteiligt.
Grundsätze und Regel der Nominierung:
Jeder nominierte Basketballer, unabhängig vom Kontinent bzw. Land seiner Herkunft, der in einem der Top-Club-Wettbewerbe des europäischen Basketball, ausgeschrieben und veranstaltet von der FIBA oder der ULEB, auf „internationalem Parkett“ eine wesentliche und entscheidende Rolle als Spieler, Schiedsrichter oder Trainer übernommen hatte, konnte in der Rückschau auf die erlebte Basketballgeschichte der vorangegangenen fünfzig Jahre berücksichtigt werden. Bei der Würdigung der identifizierten Spieler der europäischen Top-Club-Wettbewerbe wurden gegebenenfalls auch Leistungsnachweise berücksichtigt, die in anderen europäischen oder weltweit ausgeschriebenen Wettbewerben und Ligen erreicht wurden. Andere Attribute, wie zum Beispiel die Staatsangehörigkeit, wurden außer Acht gelassen. Insgesamt musste ein bedeutender Beitrag des 'Mitwirkenden’ festgestellt werden können.
Spieler eines europäischen Verbandes der FIBA, die nie oder in wenig bedeutendem Maße in einem der europäischen Top-Wettbewerben für Clubteams gespielt hatten, konnten vom Komitee der EuroLeague Basketball 2008 im Rahmen der Auswahl nicht berücksichtigt werden, auch wenn sie zur Elite des weltweit organisierten Basketballsports gehörten oder gehören. Zum Kreis dieser Spieler gehörten im Zeitpunkt der Auswahl zum Beispiel Šarūnas Marčiulionis aus Litauen, Dirk Nowitzki aus Deutschland oder Oscar Schmidt aus Brasilien. Pau Gasol dagegen war zwar 2001, für den FC Barcelona spielend, zum MVP der Finalserie um die spanische Meisterschaft sowie des Pokalwettbewerbs in Spanien gewählt worden, hatte in jener Saison aber nur sechs Spiele in der Euroleague bestritten, während er im Jahr zuvor im Landesmeisterpokal noch zu wenig Spielzeit erhalten hatte.

## Listen

### Liste der Spieler
Die nominierten Spieler erhielten Anerkennungen als beste, bedeutendste Spieler eines Turniers (Olympische Sommerspiele, Weltmeisterschaften, Europameisterschaften etc.) oder besonders herausragende Ligaspieler (Most Valuable Player – MVP), des erfolgreichsten Werfers (Top Scorer), des stärksten Spielers in der Verteidigung (Best Defender) und erfüllten weitere Leistungskriterien, wie zum Ballbesitz führende Rebounds und Steals oder zum Korberfolg führende Assists. Auch wurden ausgewählte Spieler in das jeweilige All-Tournament-Team oder in ein FIBA All Star Team der Saison berufen. Besonders berücksichtigt wurden, neben ihrer 'All-Time-Effektivität’ aber auch die Kontinuität der Phase des erfolgreichen Spiels, über die gespielten Wettbewerbssaisons, im Kreis der leistungsstärksten Teams und besonders spektakuläre Einzelleistungen, mit denen Spieler entscheidende Spiele, zum Beispiel ein Finale, für ihr Team in kritischen Situationen entscheiden konnten.
 ‘Write-in Nominations by the Fans’: Die Liste der nominierten 100 All-Time-Player wurde von basketballkundigen Fans durch fünf Write-in-Candidates vervollständigt, von denen einer auch für die letztendliche Liste ausgewählt wurde.
| 50 GCL | Spieler                         | Jahr- gang    | Körpergröße m | Position       | Zeitraum von / bis | Nationalität                        | Clubs | OSS                          | FIBA EM                                                   |
| --- | ------------------------------- | ------------- | ------------- | -------------- | ------------------ | ----------------------------------- | --- | ---------------------------- | --------------------------------------------------------- |
| N | Miles Aiken                     | 1941          | 1,98          | Power Forward  | 1960–1970          | Vereinigte Staaten                  | Bilbao (E), Real Madrid (E), Napoli (I) | –                            | –                                                         |
| N | Armenak Alachachyan             | 1930          | 1,76          | Point Guard    | 1952–1968          | Russland Sowjetunion                | Alta Ata (KZ), CSKA Moscow (RUS) | 1964 (SU)                    | –                                                         |
| P35 | Fragiskos ‘Frankie’ Alvertis    | 1974          | 2,04          | Forward        | 1990–2009          | Griechenland                        | Glifada (GR), Panathinaikos (GR) | 1996, 2004                   | 1995, 1997, 1999, 2001, 2003                              |
| N | Vladimir Andreev                | 1945          | 2,15          | Center         | 1962–1975          | Russland Sowjetunion                | Lokomotiv Alma Ata (KZ), CSKA Moscow (RUS) | 1968 (SU)                    | 1967, 1969, 1971 (SU)                                     |
| N | Joseph John 'Joe' Arlauckas     | 1965          | 2,06          | Power Forward  | 1987–2000          | Vereinigte Staaten                  | Sacramento Kings (USA), Caserta (I), Caja de Ronda (E), Vitoria (E), Real Madrid (E), AEK (GR), Aris (GR) | –                            | –                                                         |
| N | Motti Aroesti                   |               |               | Point Guard    | 1973–1988          | Israel                              | Maccabi Tel Aviv (IL) | –                            | 1979, 1983, 1985                                          |
| P35 | Sergey Belov                    | 1944          | 1,90          | Shooting Guard | 1964–1980          | Russland Sowjetunion                | Uralmach Sverdlovsk SKA (RUS), CSKA Moscow (RUS) | 1968, 1972, 1976, 1980 (SU)  | 1967, 1969, 1971, 1973, 1975, 1977, 1979 (SU)             |
| P35 | Miki Berkovich                  | 1954          | 1,92          | Shooting Guard | 1971–1995          | Israel                              | Maccabi Tel Aviv (IL), Maccabi Rishon Le Zion (IL), Hapoel Jerusalem (IL), Hapoel Tel Aviv (IL) | –                            | 1979                                                      |
| P35 | Dejan Bodiroga                  | 1973          | 2,05          | Small Forward  | 1990–2007          | Serbien                             | Zadar (HR), Trieste (I), Olimpia Milano (I), Real Madrid (E), Panathinaikos (GR), Barcelona (E), Virtus Roma (I) | 1996, 2000, 2004             | 1995, 1997, 1999, 2001                                    |
| P35 | Wayne Brabender                 | 1945          | 1,93          | Shooting Guard | 1965–1985          | Spanien Vereinigte Staaten          | Real Madrid (E), Cajamadrid (E) | 1972, 1980 (E)               | 1971, 1973, 1975, 1977, 1979, 1981 (E)                    |
| N | William 'Bill' Bradley          | 1943          | 1,96          | Guard          | 1961–1977          | Vereinigte Staaten                  | Olimpia Milano (I) | 1964 (USA)                   | –                                                         |
| N | Talbut 'Tal' Brody              | 1943          | 1,87          | Guard          | 1966–1980          | Israel Vereinigte Staaten           | Maccabi Tel Aviv (IL) | –                            | 1971, 1973, 1975                                          |
| N w-in | Marcus Brown                    | 1974          | 1,93          | Shooting Guard | seit 1992          | Vereinigte Staaten                  | Pau-Orthez (F), Limoges (F), Benetton Treviso (I), Efes Pilsen (TR), CSKA Moscow (RUS), Unicaja (E), Zalgiris Kaunas (LT)                                                                                                   | –                            | –                                                         |
| N | Roberto Brunamonti              | 1959          | 1,91          | Point Guard    | 1975–1996          | Italien                             | Rieti (I), Virtus Bologna (I) | 1980, 1984                   | 1979, 1981, 1983, 1985, 1987, 1989, 1991                  |
| N | Valdemaras Chomičius            | 1959          | 1,92          | Point Guard    | 1978–1995          | Litauen Sowjetunion                 | Zalgiris Kaunas (LT), Forum Valladolid (E), Fortitudo Bologna (I), Castor Braine Saint Servais (BEL), Zaragoza (E), Spirou Charleroi (BEL), CB Málaga (E), Olimpas Plunge (LT), Kraitene Marijampolė (LT), Ural Great (RUS) | 1988 (SU) – 1992             | 1979, 1983, 1985, 1987, 1989 (SU) – 1995                  |
| P35 | Juan Antonio Corbalán           | 1954          | 1,82          | Point Guard    | 1971–1991          | Spanien                             | Real Madrid (E), Valladolid (E) | 1972, 1980, 1984             | 1975, 1977, 1979, 1981, 1983                              |
| P35 | Krešimir Ćosić                  | 1948 († 1995) | 2,11          | Center         | 1964–1983          | Kroatien Jugoslawien                | Zadar (HR), Brigham Young University (USA), Olimpija Ljubljana (SLO), Virtus Bologna (I), Cibona (HR) | 1968, 1972, 1976, 1980 (YU)  | 1967, 1969, 1971, 1973, 1975, 1977, 1979, 1981, 1983 (YU) |
| N | Richard Dacoury                 | 1959          | 1,95          | Forward        | 1976–1998          | Frankreich Elfenbeinküste           | Lyon ESSMG (F), Limoges (F), Paris SG (F) | 1984                         | 1981, 1983, 1987, 1989, 1991                              |
| P35 | Dražen 'Praja' Dalipagić        | 1951          | 1,97          | Small Forward  | 1971–1991          | Serbien Jugoslawien                 | Partizan (SRB), Venezia (I), Real Madrid (E), Udine (I), Verona (I), Red Star (SRB) | 1976, 1980, 1984 (YU)        | 1973, 1975, 1977, 1979, 1981, 1983 (YU)                   |
| N | Ivo Daneu                       | 1937          | 1,83          | Point Guard    | 1949–1970          | Slowenien Jugoslawien               | Branik Maribor (SLO), Olimpija Ljubljana (SLO) | 1960, 1964, 1968 (YU)        | 1957, 1959, 1961, 1963, 1965, 1969 (YU)                   |
| P35 | Predrag 'Saša' Danilović        | 1970          | 2,02          | Shooting Guard | 1987–2000          | Bosnien und Herzegowina Jugoslawien | Partizan (SRB), Kinder Bologna (I), Miami Heat (USA), Dallas Mavericks (USA), Virtus Bologna (I) | 1996, 2000 (BIH)             | 1989 (YU) – 1991, 1995, 1997, 1999                        |
| P35 | Michael 'Mike' D’Antoni         | 1951          | 1,90          | Point Guard    | 1969–1990          | Vereinigte Staaten                  | Olimpia Milano (I) | –                            | –                                                         |
| P35 | Mirza Delibašić                 | 1954 († 2001) | 1,97          | Shooting Guard | 1972–1983          | Bosnien und Herzegowina Jugoslawien | Bosna Sarajevo (BIH), Real Madrid (E) | 1976, 1980 (YU)              | 1975, 1977 (YU)                                           |
| N | Dimitrios Diamantidis           | 1980          | 1,96          | Point Guard    | seit 1999          | Griechenland                        | Iraklis (GR), Panathinaikos (GR) | 2004, 2008                   | 2003, 2005, 2007                                          |
| P35 | Vlade Divac                     | 1968          | 2,16          | Center         | 1985–2005          | Serbien Jugoslawien                 | Kraljevo (SRB), Partizan (SRB), Los Angeles Lakers (USA), Charlotte Hornets (USA), Sacramento Kings (USA) | 1988 (YU) – 1996             | 1987, 1989 (YU) – 1991, 1995, 1999                        |
| P35 | Aleksandar 'Sasa' Đorđević      | 1967          | 1,88          | Point Guard    | 1985–2005          | Serbien Jugoslawien                 | KK Partizan (SRB), Olimpia Milano (I), Fortitudo Bologna (I), Portland Trail Blazers (USA), FC Barcelona (E), Real Madrid (E), Scavolini Pesaro (I), Armani Jeans Milano (I)                                                | 1996 (SRB)                   | 1987 (YU) – 1991, 1995, 1997                              |
| N | Tyus Edney                      | 1973          | 1,78          | Point Guard    | seit 1995          | Vereinigte Staaten                  | Zalgiris Kaunas (LT), Benetton Treviso (I), Indiana Pacers (USA), Virtus Roma (I), Olympiacos (GR), Fortitudo Bologna (I), Azovmash Mariupol (UKR), Cajasol Sevilla (E), Turow Zgorzelec ()                                 | –                            | –                                                         |
| N | Panagiotis Fasoulas             | 1963          | 2,13          | Center         | 1981–1999          | Griechenland                        | PAOK (GR), Olympiacos (GR) | 1996                         | 1983, 1987, 1989, 1991, 1993, 1995                        |
| N | Bruce Flowers                   | 1957          | 2,03          | Power Forward  | 1975–1987          | Vereinigte Staaten                  | Cantù (I), Cleveland Cavaliers (USA), Virtus Roma (I), Filanto Desio (I) | –                            | –                                                         |
| P35 | Nikos Galis                     | 1957          | 1,83          | Shooting Guard | 1975–1995          | Griechenland Vereinigte Staaten     | Aris (GR), Panathinaikos (GR) | 1981, 1983, 1987, 1989, 1991 | –                                                         |
| P35 | Manu Ginóbili                   | 1977          | 1,98          | Shooting Guard | seit 1996          | Argentinien                         | Estudiantes Bahia Blanca (RA), Viola Reggio Calabria (I), Virtus Bologna (I) | 2004, 2008                   | –                                                         |
| N w-in | Giuseppe „Pino“ Giergia         |               |               |                | 1958–1976          | Kroatien                            | Zadar (HR) | –                            | –                                                         |
| N | Duško Ivanović                  | 1957          | 1,96          | Forward        | 1980–1996          | Montenegro                          | Buducnost (BIH), Split (HR), Girona (E), CSP Limoges (F), Olympic Fribourg (CH) | –                            | –                                                         |
| N | Doron Jamchi                    | 1961          | 1,98          | Small Forward  | 1984–2000          | Israel                              | Maccabi Ramat Gan (IL), Maccabi Tel Aviv (IL), Maccabi Rishon Le Zion (IL) | –                            | 1981, 1983, 1985, 1987, 1993, 1995                        |
| P35 | Šarūnas 'Saras’ Jasikevičius    | 1976          | 1,93          | Point Guard    | seit 1998          | Litauen                             | Lietuvos Rytas (LT), Olimpija Ljubljana (SLO), FC Barcelona (E), Maccabi Tel Aviv (IL), IndianaPacers (USA), Golden St. Warriors (USA), Panathinaikos (GR), Lietuvos Rytas (LT), Fenerbahce Ülker (TR)                      | 2000, 2004, 2008             | 1997, 1999, 2001, 2003, 2007, 2011                        |
| N | Artūras Karnišovas              | 1971          | 2,03          | Small Forward  | 1987–2002          | Litauen                             | Statyba Vilnius (LT), Seton Hall University (USA), Pitch Cholet (F), FC Barcelona (E), Olympiacos (GR), Fortitudo Bologna (I), FC Barcelona (E)                                                                             | 1992, 1996                   | 1992, 1995, 1997, 1999                                    |
| N | Clarence Kea                    | 1959          | 1,98          | Small Forward  | 1976–1994          | Vereinigte Staaten                  | Virtus Roma (I), Detroit Spirits (USA), Virtus Roma (I), Hapoel Holon (IL), Fantoni Udine (I), Limoges (F), Firenze (I), Juver Murcia (E), Ourense (E), Fenerbahce (TR)                                                     | –                            | –                                                         |
| N | Dragan Kićanović                | 1954          | 1,91          | Shooting Guard | 1971–1984          | Serbien Jugoslawien                 | Železničar (SRB), Borac Čačak (SRB), Partizan (SRB), Scavolini Pesaro (I), Paris (F) | 1976, 1980 (YU)              | 1973, 1975, 1977, 1979, 1981, 1983 (YU)                   |
| P35 | Radivoj Korać                   | 1938 († 1969) | 1,93          | Power Forward  | 1953–1969          | Serbien Jugoslawien                 | BSK Beograd (SRB), OKK Beograd (SRB), Standard Liege (BEL), Padova (I) | 1960, 1964, 1968 (YU)        | 1959, 1961, 1963, 1965 (YU)                               |
| N | Yury Korneyev                   | 1937 († 2002) | 1,98          | Small Forward  | 1957–1966          | Russland Sowjetunion                | Dynamo Moscow (RUS), CSKA Moscow (RUS) | 1956, 1960, 1964 (SU)        | 1959, 1961, 1963 (SU)                                     |
| N | Jānis Krūmiņš (Ianis Krouminch) | 1930 († 1994) | 2,18          | Center         | 1954–1969          | Lettland Sowjetunion                | ASK Riga (LV), VEF Riga (LV) | 1956, 1960, 1964 (SU)        | 1959, 1961, 1963 (SU)                                     |
| P35 | Toni Kukoč                      | 1968          | 2,07          | Small Forward  | 1985–2006          | Kroatien Jugoslawien                | Split (HR), Benetton Treviso (I) | 1988 (YU) – 1992, 1996       | 1987, 1989 (YU) – 1991, 1995, 1999                        |
| N | Rimas Kurtinaitis               | 1960          | 1,95          | Shooting Guard | 1981–2006          | Litauen Sowjetunion                 | CSKA Moscow (RUS), Žalgiris Kaunas (LT), Brandt Hagen (D), Huesca (E), Townsville Suns (AUS), Real Madrid (E), Chalon sur Saone (F), Atletas Kaunas (LT), Lietuvos Rytas (LT), BC Kyiv (UKR), Gala BC Baku (AZE)            | 1988 (SU) – 1992, 1996       | 1985, 1989 (SU) – 1995, 1997                              |
| N | İbrahim Kutluay                 | 1974          | 1,98          | Shooting Guard | 1993–2009          | Türkei                              | Fenerbahce (TR), Efes Pilsen (TR), AEK (GR), Panathinaikos (GR), Ülkerspor (TR), Seattle SuperSonics (USA), PAOK (GR), Fenerbahce Ulker (TR)                                                                                | –                            | 1995, 1997, 1999, 2001, 2003, 2005, 2007                  |
| P35 | Clifford 'Cliff' Luyk Diem      | 1941          | 2,02          | Center         | 1958–1978          | Spanien Vereinigte Staaten          | Real Madrid (E) | 1968, 1972 (E)               | 1969, 1971, 1973, 1975 (E)                                |
| N | Kevin Magee                     | 1959 († 2003) | 2,03          | Power Forward  | 1977–1994          | Vereinigte Staaten                  | Varese (I), Zaragoza (E), Maccabi Tel Aviv (IL), Torino (I), Paris Basket Racing (F), Maccabi Rishon Le Zion (IL) | –                            | –                                                         |
| N | Walter Magnifico                | 1961          | 2,09          | Center         | 1980–2001          | Italien                             | Scavolini Pesaro (I), Virtus Bologna (I), Virtus Roma (I) | 1984                         | 1985, 1987, 1989, 1991, 1995                              |
| N | Fernando Martin Espina          | 1962 († 1989) | 2,06          | Center         | 1979–1989          | Spanien                             | Estudiantes Mudespa (E), Real Madrid (E), Portland Trail Blazers (USA), Real Madrid (E) | 1984                         | 1991, 1993, 1995                                          |
| P35 | Pierluigi 'Pierlo' Marzorati    | 1952          | 1,87          | Point Guard    | 1970–1991          | Italien                             | Cantù (I) | 1972, 1976, 1980, 1984       | 1971, 1975, 1983, 1985                                    |
| P35 | Robert Allen 'Bob’ McAdoo       | 1951          | 2,06          | Power Forward  | 1969–1993          | Vereinigte Staaten                  | Olimpia Milano (I), Forli (I), Fabriano (I) | –                            | –                                                         |
| P35 | Dino Meneghin                   | 1950          | 2,04          | Center         | 1966–1994          | Italien                             | Varese (I), Olimpia Milano (I), Trieste (I) | 1972, 1976, 1980, 1984       | 1971, 1975, 1983,                                         |
| P35 | Bob Morse                       | 1951          | 2,03          | Small Forward  | 1968–1986          | Vereinigte Staaten                  | Varese (I), Antibes (F), Reggio Emilia (I) | –                            | –                                                         |
| N | Valdis Muižnieks                | 1935          | 1,83          | Shooting Guard | 1951–1969          | Lettland Sowjetunion                | Dynamo Riga (LV), ASK Riga (LV), VEF Riga (LV) | 1956, 1960, 1964 (SU)        | 1957, 1959, 1961 (SU)                                     |
| N | Anatoli Myschkin                | 1954          | 2,07          | Power Forward  | 1972–1986          | Russland Sowjetunion                | Uralmach Sverdlovsk (RUS), CSKA Moscow (RUS) | 1976, 1980 (SU)              | 1973, 1977, 1979, 1981, 1983 (SU)                         |
| N | Mihovil Nakić                   | 1955          | 2,04          | Forward        | 1974–1988          | Kroatien Jugoslawien                | Cibona (HR), Udine (I) | 1980, 1984 (YU)              | 1979 (YU)                                                 |
| N | Petar Naumoski                  | 1968          | 1,94          | Point Guard    | 1989–2004          | Nordmazedonien Jugoslawien          | Split (HR), Skopje (MKD), Efes Pilsen (TR), Benetton Treviso (I), Mens Sana Basket (I), Olimpia Milano (I), Ulker (TR) | –                            | –                                                         |
| N | Juan Carlos Navarro             | 1980          | 1,92          | Guard          | seit 1997          | Spanien                             | FC Barcelona (E), Memphis Grizzlies (USA), FC Barcelona (E) | 2000, 2004, 2008             | 2001, 2003, 2007, 2009, 2011                              |
| N | Audie Norris                    | 1960          | 2,06          | Center         | 1982–1994          | Vereinigte Staaten                  | Benetton Treviso (I), Barcelona (E), Nikas Peristeri (GR) | –                            | –                                                         |
| P35 w-in | Aldo Ossola                     | 1945          |               | Guard          | 1964–1980          | Italien                             | Varese (I), All'Onesta Milano (I), Varese (I) | –                            | 1969                                                      |
| N | Stéphane Ostrowski              | 1962          | 2,05          | Power Forward  | 1979–2005          | Frankreich                          | Le Mans (F), Limoges (F), Antibes (F), Cholet (F), Antibes (F), Elan Chalon (F) | 1984                         | 1991                                                      |
| P35 | Theodoros Papaloukas            | 1977          | 2,00          | Point Guard    | seit 1995          | Griechenland                        | Abelokipoi (GR), Dafni (GR), Panionios (GR), Olympiacos (GR), CSKA Moscow (RUS) | 2004, 2008                   | 2001, 2003, 2005, 2007                                    |
| P35 | Anthony Michael Parker          | 1975          | 1,98          | Shooting Guard | seit 1993          | Vereinigte Staaten                  | Maccabi Tel Aviv (IL), Virtus Roma (I) | –                            | –                                                         |
| N | Žarko Paspalj                   | 1966          | 2,08          | Small Forward  | 1982–1999          | Montenegro Jugoslawien              | Budućnost Podgorica (BIH), KK Partizan (SRB), San Antonio Spurs (USA), Partizan (SRB), Olympiacos (GR), Panathinaikos (GR), Panionios (GR), Paris Racing (F), Aris (GR), Virtus Bologna (I)                                 | 1988 (YU) – 1996             | 1987, 1989 (YU) – 1991, 1995                              |
| N | Velimir Perasović               | 1965          | 1,96          | Shooting Guard | 1984–2003          | Kroatien                            | Split (HR), CB Breogan (E), Saski Baskonia (E), Fuenlabrada (E), Alicante (E) | 1992, 1996                   | 1993                                                      |
| N | Aulcie Perry                    | 1950          | 2,10          | Center         | 1976–1985          | Vereinigte Staaten                  | Maccabi Tel Aviv (IL) | –                            | –                                                         |
| N | Aleksandar 'Aco' Petrović       | 1959          | 1,94          | Shooting Guard | 1979–1992          | Kroatien Jugoslawien                | Cibona Zagreb (HR), Scavolini Pesaro (I), Novi Zagreb (HR), Luxembourg, Postonja (SLO) | 1984 (YU)                    | 1987 (YU)                                                 |
| P35 | Dražen Petrović                 | 1964 († 1993) | 1,97          | Shooting Guard | 1979–1993          | Kroatien Jugoslawien                | KK Šibenka (HR), KK Cibona (HR), Real Madrid (E) | 1984, 1988 (YU) – 1992       | 1987, 1989 (YU)                                           |
| N | Riccardo Pittis                 | 1968          | 2,03          | Power Forward  | 1984–2004          | Italien                             | Olimpia Milano (I), Benetton Treviso (I) | –                            | 1991, 1997                                                |
| P35 | Dino Radja                      | 1967          | 2,11          | Power Forward  | 1984–2003          | Kroatien Jugoslawien                | Split (HR), Virtus Roma (I), Boston Celtics (USA), Panathinaikos (GR), Zadar (HR), Olympiacos (GR), Cibona (HR) | 1988 (YU) – 1992             | 1989 (YU) – 1990                                          |
| P35 | Manuel Raga                     | 1944          | 1,87          | Small Forward  | 1963–1977          | Mexiko                              | Varese (I), Lugano (CH) | 1964, 1968, 1976 (MEX)       | –                                                         |
| N | Željko 'Zelly' Rebrača          | 1972          | 2,13          | Center         | 1991–2007          | Serbien                             | Partizan (SRB), Benetton Treviso (I), Panathinaikos (GR), Atlanta Hawks (USA), Detroit Pistons (USA), Los Angeles Clippers (USA), Pamesa Valencia (E)                                                                       | 1996, 2000                   | 2005                                                      |
| N | Carlo 'Charlie' Recalcati       | 1945          | 1,83          | Shooting Guard | 1962–1981          | Italien                             | Cantù (I), CBM Parma (I) | 1968, 1976                   | 1967, 1969, 1971, 1975                                    |
| N | Antoine Roger Rigaudeau         | 1971          | 2,00          | Shooting Guard | 1987–2005          | Frankreich                          | Cholet (F), Pau-Orthez (F), Virtus Bologna (I), Dallas Mavericks (USA), Valencia BC (E) | 2000                         | 1991, 1993, 1995, 1999, 2005                              |
| P35 | Antonello 'Nembo Kid' Riva      | 1962          | 1,94          | Shooting Guard | 1977–2002          | Italien                             | Cantù (I), Olimpia Milano (I), Scavolini Pesaro (I) | 1984                         | 1983, 1991                                                |
| N | David Lee Rivers                | 1965          | 1,83          | Point Guard    | 1993–2001          | Vereinigte Staaten                  | Olympique Antibes (F), Olympiacos (GR), Fortitudo Bologna (I), Tofas Bursa (TR), Olympiacos (GR) | –                            | –                                                         |
| P35 | Emiliano Rodríguez              | 1937          | 1,84          | Shooting Guard | 1958–1973          | Spanien                             | Aismalibar Montcada (E), Real Madrid (E) | 1960, 1968                   | –                                                         |
| N | Johnny Rogers                   | 1963          | 2,08          | Power Forward  | 1988–2004          | Spanien Vereinigte Staaten          | Real Madrid (E), Pamesa Valencia (E), Olimpia Milano (I), Varese (I), Forli (I), Murcia (E), CB Cáceres (E), Valencia (E), Olympiacos (GR), Panathinaikos (GR), Lleida (E)                                                  | 2000 (E)                     | –                                                         |
| N w-in | Rafael Rullán                   | 1952          | 2,07          | Center         | 1969–1988          | Spanien                             | Real Madrid (E), Collado Villalba (E) | 1972                         | 1971, 1973, 1975, 1977, 1979                              |
| P35 | Arvydas Romas Sabonis           | 1964          | 2,23          | Center         | 1981–2004          | Litauen Sowjetunion                 | Zalgiris Kaunas (LT), Valladolid (E), Real Madrid (E) | 1988 (SU) – 1992, 1996       | 1983, 1985, 1989 (SU) – 1995                              |
| P35 | Juan Antonio 'Epi' San Epifanio | 1959          | 1,98          | Small Forward  | 1976–1995          | Spanien                             | Barcelona (E) | 1980, 1984, 1988, 1992       | –                                                         |
| N | Zoran Savić                     | 1966          | 2,09          | Center         | 1986–2002          | Serbien                             | Čelik Zenica, Split (HR), FC Barcelona (E), PAOK (GR), Real Madrid (E), Kinder Bologna (I), Efes Pilsen (TR), FC Barcelona (E), Fortitudo Bologna (I)                                                                       | 1996                         | 1991, 1995, 1997                                          |
| N | Luis Scola                      | 1980          | 2,07          | Center         | seit 1996          | Argentinien                         | Ferrocarril Oeste (RA), Gijón Baloncesto (E), Saski Baskonia (E) | 2004, 2008                   | –                                                         |
| N | Derrick Sharp                   | 1971          | 1,83          | Guard          | 1993–2011          | Israel Vereinigte Staaten           | Maccabi Hadera (IL), Hapoel Migdal-HaEmek (IL), Maccabi Tel Aviv (IL) | –                            | 2001, 2003 (IL)                                           |
| N | Zoran 'Moka' Slavnić            | 1949          | 1,81          | Point Guard    | 1963–1983          | Serbien Jugoslawien                 | Red Star (SRB), Joventut (E), Šibenik (HR), Partizan (SRB), Caserta (I) | 1976, 1980 (YU)              | 1973, 1975, 1977, 1979 (YU)                               |
| N | Matjaž Smodiš                   | 1979          | 2,05          | Center         | seit 1994          | Slowenien Jugoslawien               | Krka Novo Mesto (SLO), Virtus Bologna (I), Fortitudo Bologna (I), CSKA Moscow (RUS) | –                            | 1999, 2001, 2007 (SLO)                                    |
| N | Ignacio 'Nacho' Solozábal       | 1958          | 1,85          | Point Guard    | 1975–1992          | Spanien                             | FC Barcelona (E) | 1980, 1984, 1988             | 1983                                                      |
| N | Saulius Štombergas              | 1973          | 2,04          | Small Forward  | 1991–2007          | Litauen                             | Atletas Kaunas (LT), Zalgiris Kaunas (LT), Vostok Shanghai (CHN), Virtus Bologna (I), Baskonia (E), Efes Pilsen (TR), Unics Kazan (RUS), Ulker (TR)                                                                         | 1996, 2000, 2004             | 1995, 2003                                                |
| P35 | Walter Szczerbiak               | 1949          | 1,97          | Small Forward  | 1967–1984          | Vereinigte Staaten                  | Real Madrid (E), Udine (I), Canarias (E) | –                            | –                                                         |
| N | Wladimir Tkatschenko            | 1957          | 2,23          | Center         | 1973–1992          | Ukraine Sowjetunion                 | Stroitel Kyiv (UKR), CSKA Moscow (RUS), Guadalajara (E) | 1976, 1980 (SU)              | 1977, 1979, 1981, 1985, 1987 (SU)                         |
| N | Corny Thompson                  | 1960          | 2,03          | Center         | 1978–1996          | Vereinigte Staaten                  | Varese (I), Joventut Badalona (E), Leon (E) | –                            | –                                                         |
| N w-in | Mirsad Türkcan                  | 1976          | 2,06          | Power Forward  | seit 1994          | Türkei Serbien                      | Efes Pilsen (TR), Paris SG (F), CSKA Moscow (RUS), Montepaschi Siena (I), Dynamo Moscow (RUS), Ulker (TR), Fenerbahce Ulker (TR)                                                                                            | –                            | –                                                         |
| N | Maigonis Valdmanis              | 1933 († 1999) | 1,80          | Point Guard    | 1949–1963          | Lettland Sowjetunion                | Dynamo Riga (LV), ASK Riga (LV) | 1952, 1956, 1960 (SU)        | –                                                         |
| N | Žarko Varajić                   | 1951          | 2,02          | Forward        | 1969–1984          | Montenegro Jugoslawien              | Bosna Sarajevo (BIH) | 1976 (YU)                    | 1977, 1979 (YU)                                           |
| N | Jordi Villacampa                | 1963          | 1,96          | Forward        | 1980–1997          | Spanien                             | Joventut (E) | 1988, 1992                   | –                                                         |
| N | Gennadi Wolnow                  | 1939          | 2,00          | Forward        | 1956–1973          | Russland Sowjetunion                | Moscow Burevestnik (RUS), CSKA Moscow (RUS) | 1956, 1970, 1968, 1972 (SU)  | 1959, 1961, 1963, 1965, 1967, 1969 (SU)                   |
| N | Stojan 'Stojko' Vranković       | 1964          | 2,17          | Center         | 1985–2002          | Kroatien Jugoslawien                | KK Zadar (HR), Aris (GR), Boston Celtics (USA), Panathinaikos (GR), Minnesota Timberwolves (USA), Los Angeles Clippers (USA), Fortitudo Bologna (I), KK Cibona (HR)                                                         | 1988 (YU) – 1992, 1996       | 1989 (YU)                                                 |
| N | Nikola Vujčić                   | 1978          | 2,11          | Center         | seit 1995          | Kroatien                            | KK Split (HR), Maccabi Tel Aviv (IL), ASVEL Villeurbanne (F), Maccabi Tel Aviv (IL), Olympiakos Piräus (GR), Efes Pilsen (TR)                                                                                               | –                            | 1997, 1999, 2001, 2005                                    |
| N | Dominique Wilkins               | 1960          | 2,03          | Small Forward  | 1995–1999          | Vereinigte Staaten                  | Panathinaikos (GR), San Antonio Spurs (USA), Teamsystem Bologna (I) | –                            | –                                                         |
| N | Alexander Wolkow                | 1964          | 2,08          | Power Forward  | 1981–1996          | Ukraine Sowjetunion                 | Budivelnyk Kyiv (UKR), CSKA Moscow (RUS), Budivelnyk Kiev (UKR), Atlanta Hawks (USA), Reggio Calabria (I), Panathinaikos (GR), Olympiacos (GR)                                                                              | 1988 (SU)                    | –                                                         |
| N | Larry Wright                    | 1954          | 1,85          | Point Guard    | 1982–1988          | Vereinigte Staaten                  | Banco di Roma (I), Fantoni Udine (I), Banco di Roma (I) | –                            | –                                                         |
| P35 | Panagiotis Yiannakis            | 1959          | 1,92          | Point Guard    | 1976–1996          | Griechenland                        | Ionikos (GR), Aris (GR), Panionios (GR), Panathinaikos (GR) | –                            | 1987, 1989                                                |
| N | Charlie Yelverton               | 1948          | 1,90          | Guard          | 1972–1980          | Vereinigte Staaten                  | Olympiacos (GR), Ignis Varese (I), Basket Brescia (I), Emerson Varese (I), Viganello Basket (I), Lugano (CH), Robur Basket Saronno (I)                                                                                      | –                            | –                                                         |
| N | Michael Young                   | 1961          | 2,01          | Small Forward  | 1984–1996          | Vereinigte Staaten                  | Valladolid (E), Fantoni Udine (I), Los Angeles Clippers (USA), Sioux Falls Skyforce (USA/CBA), Reggio Calabria (I), CSP Limoges (F), Faber Fabriano (I), CRO Lyon Basket (F)                                                | –                            | –                                                         |
| N | Jurij 'Jure' Zdovc              | 1966          | 1,95          | Point Guard    | 1983–2003          | Slowenien Jugoslawien               | Olimpija Ljubljana (SLO), Virtus Bologna (I), CSP Limoges (F), Iraklis (GR), Helios Domzale (SLO), Racing Paris (F), Panionios (GR), Union Olimpija (HR), Geoplin Slovan (SLO), Split                                       | 1988 (YU)                    | 1989 (YU) – 1991                                          |
| N | Jiří Zídek                      | 1944          | 2,06          | Center         | 1962–1983          | Tschechien Tschechoslowakei         | Slavia Prague (CZ) | 1972                         | –                                                         |
| |                                 |               |               |                |                    |                                     | |                              |                                                           |
| 35 / 70 | 105 Spieler                     | 1930 bis 1980 | 1,76 bis 2,23 | –              | seit 1949          | aus 19 Staaten                      | – – – | –                            | –                                                         |
| |                                 |               |               |                |                    |                                     | |                              |                                                           |
| - LEGENDE: - „50 GCL“ (Überschrift Spalte 1) = 50 Basketballer Greatest Contributors List 2008, Euroleague Basketball \| - „OSS“ (Überschrift Spalte 9) = Basketballturniere Olympische Sommerspiele \| - „FIBA EM“ (Überschrift Spalte 10) = FIBA Europameisterschaften \| - „N“ (Kennzeichen Spalte 1) = nominierte Spieler der europäischen Ligen \| - „w-in“ (Kennzeichen Spalte 1) = Write in Candidate \| - „S35“ (Kennzeichen Spalte 1) = 35 Spieler der Greatest Contributors List 2008 - HINWEISE: - Die Liste wurde nach den Namen der Spieler (siehe Spalte 2) sortiert. \| - Die Zugehörigkeit der Spieler zur „FIBA Hall of Fame“ und/oder der „James Naismith Memorial Hall of Fame“ wurde nicht dargestellt. \| - Die US-Clubs der nominierten Spieler, sofern sie in der NBA oder in einer anderen US-Profi-Liga aktiv waren, wurden nur genannt, wenn das jeweilige Engagement in den USA die Mitwirkung in einer der europäischen Ligen unterbrochen hatte. \| - Nicht dargestellt ist die Teilnahme der Spieler an einer Reihe von bedeutenden internationalen Wettbewerben, wie zum Beispiel an den FIBA Weltmeisterschaften. \| - Die genutzten Wikipedia-internen Links der „Spieler“ verweisen stets nur auf Wikipedia-Artikel des deutschen Sprachraumes. Ein interner Link auf Artikel anderer Sprachversionen, zum Beispiel „en.“ (englisch), „.es“ (spanisch) oder „.it“ (italienisch) wäre programmtechnisch realisierbar, wird innerhalb der deutschen Sprachraumorganisation aber nicht akzeptiert. Grundsätzlich gibt es zu allen oben genannten Spielern Artikel in anderen Sprachversionen, die direkt oder auch über die zentrale internationale Wikipedia-Eingangsseite zu erreichen sind. \| - In den letzten drei Spalten der Tabelle wurden die internationalen Kfz.-Länderkennzeichen genutzt. \| - Zu beachten ist, dass in dem dargestellten Zeitraum Staaten wie zum Beispiel die DDR, Jugoslawien oder die UdSSR existierten und ihre Basketballverbände Mitglieder der FIBA waren. Gegebenenfalls erfolgte die Darstellung in der Tabelle entsprechend. \| - Wenn Spieler mehrere Staatsangehörigkeiten in Anspruch genommen haben, wurde das in der Tabelle dargestellt. |                                 |               |               |                |                    |                                     | |                              |                                                           |
| |                                 |               |               |                |                    |                                     | |                              |                                                           |

### Liste der Trainer
Eng verknüpft mit dem Erfolg der Clubs in der Geschichte des Basketballs im Bereich der FIBA-Zone Europa sowie der Entwicklung und der Wirkung der beteiligten Top-Spieler der nationalen Ligen ist die Arbeit der Trainer und Coaches der Vereinsteams. Zehn Trainer wurden, stellvertretend für alle beteiligten Coaches, aus einem Kreis von zwanzig anerkannten Basketballpersönlichkeiten ausgewählt. Sie überzeugten durch ihre Expertise und ihre daraus folgende Erfolgsbilanz.
| GCL/C | Trainer / Coaches               | Zeitraum von / bis   | Nationalität       | Club- und Nationalteams |
| --- | ------------------------------- | -------------------- | ------------------ | --- |
| N | Valerio Bianchini               | 1974–2006            | Italien            | Stella Azzurra Roma (I), Cantu (I), Virtus Roma (I), Scavolini Pesaro (I), Siena (I), Fortitudo Bologna (I), Varese (I), Olimpia Milano (I), Virtus Bologna (I), Jamhour Blue Stars (LEB) |
| C10 | Pedro Ferrándiz                 | 1957–1975            | Spanien            | Hesperia Madrid (E), Real Madrid (E), Spanish NT |
| N | Alessandro „Sandro“ Gamba       | 1973–1991            | Italien            | Varese (I), Torino (I), Virtus Bologna (I), Italian NT |
| C10 | Pinhas „Pini“ Gershon           | seit 1992            | Israel             | Maccabi Tel Aviv (IL), Maccabi Rishon Le Zion (IL), Hapoel Jerusalem (IL), Hapoel Tel Aviv (IL)                                                                                           |
| C10 | Aleksandar Gomelsky             | 1954–1991            | Russland           | ASK Riga (LV), CSKA Moscow (RUS), Tenerife (E), Limoges (F), Soviet Union NT |
| N | Ioannis Ioannidis               | 1978–2004            | Griechenland       | Aris (GR), Olympiacos (GR), Larissa (GR), AEK (GR), Greek NT |
| C10 | Dušan „Duda“ Ivković            | seit 1978            | Serbien            | Radnicki (SRB), Partizan (SRB), Aris (GR), Sibenka (HR), Vojvodina (SRB), PAOK (GR), Panionios (GR), Olympiacos (GR), AEK (GR), CSKA Moscow (RUS), Dynamo Moscow (RUS), Yugoslavian NT    |
| N | Ralph Klein                     | 1976–1996            | Israel             | Maccabi Tel Aviv (IL), West Germany NT |
| C10 | Božidar „Boža“ Maljković        | seit 1979            | Serbien            | Radnicki Beograd (SRB), Split (HR), Barcelona (E), Limoges (F), Panathinaikos (GR), Paris (F), Unicaja (E), Real Madrid (E), Tau Ceramica (E)                                             |
| C10 | Ettore Messina                  | seit 1989            | Italien            | Virtus Bologna (I), Benetton Treviso (I), Italian NT, CSKA Moscow (RUS) |
| C10 | Aleksandar „Aca“ Nikolić        | 1954–1984            | Serbien            | Partizan (SRB), OKK Beograd (SRB), Padova (I), Red Star (SRB), Varese (I), Fortitudo Bologna (I), Borac Čačak (SRB), Virtus Bologna (I), Scavolini Pesaro (I), Yugoslavian NT             |
| N | Mirko Novosel                   | 1967–1993            | Kroatien           | Cibona (HR), Napoli (I), Yugoslavian NT, Croatian NT |
| C10 | Želimir „Željko“ Obradović      | seit 1991            | Serbien            | Partizan (SRB), Joventut (E), Real Madrid (E), Benetton Treviso (I), Panathinaikos (GR), Yugoslavian NT, Serbia and Montenegro NT                                                         |
| N | Željko Pavličević               | seit 1985            | Kroatien           | Cibona (HR), OAR Ferrol (E), Baskonia (E), Split (HR), Panathinaikos (GR), Japanese NT, Zagreb (HR)                                                                                       |
| N | Svetislav Pešić                 | seit 1982            | Serbien            | Bosna Sarajevo (BIH), Alba Berlin (GER), German NT, Koeln (GER), Yugoslavian NT, Barcelona (E), Girona (E), Lottomatica Roma (I), Dynamo Moscow (RUS)                                     |
| C10 | Dan Peterson                    | 1963–1987, seit 2011 | Vereinigte Staaten | Virtus Bologna (I), Olimpia Milano (I), Chilean NT |
| N | Alejandro „Aíto“ García Reneses | seit 1974            | Spanien            | Circulo Catolico (E), Joventut (E), Barcelona (E) |
| N | Cesare Rubini                   | 1947–1974            | Italien            | Olimpia Milano (I) |
| C10 | Manuel „Lolo“ Sáinz             | 1972–2000            | Spanien            | Vallehermoso Madrid (E), Real Madrid (E), Joventut (E), Spanish NT |
| N | Ranko Žeravica                  | 1958–2003            | Serbien            | Partizan (SRB), Barcelona (E), Pula (HR), Red Star (SRB), Zaragoza (E), Desio (I), Napoli (I), Conservas Daroca (E), Split (HR), Caserta (I), Yugoslavian NT                              |
| |                                 |                      |                    | |
| 10 / 10 | 20 Coaches                      | 1947 bis 2008        | aus 8 Staaten      | – |
| |                                 |                      |                    | |
| - HINWEISE: - Die wikipedia-internen Links der „Trainer und Coaches“ verweisen stets nur auf Wikipedia-Artikel des deutschen Sprachraumes. Ein interner Link auf Artikel anderer Sprachversionen, zum Beispiel „en.“ (englisch), „.es“ (spanisch) oder „.it“ (italienisch) wäre programmtechnisch realisierbar, wird innerhalb der deutschen Sprachraumorganisation aber nicht akzeptiert. Grundsätzlich gibt es zu allen oben genannten Coaches Artikel in anderen Sprachversionen, die direkt oder auch über die zentrale internationale Wikipedia-Eingangsseite zu erreichen sind. \| - In der Spalte „Club- und Nationalteams“ wurden die internationalen Kfz.-Länderkennzeichen genutzt. \| - Zu beachten ist, dass in dem dargestellten Zeitraum Staaten wie zum Beispiel die DDR, Jugoslawien oder die UdSSR existierten und ihre Basketballverbände Mitglieder der FIBA waren. |                                 |                      |                    | |
| |                                 |                      |                    | |

### Liste der FIBA-Schiedsrichter
Zu den herausragenden Basketballpersönlichkeiten in Europa, als 'Mitwirkende' der europäischen Clubwettbewerbe, gehören auch die FIBA-Schiedsrichter. Die nominierten 'Referees’ leiteten unter anderem auch Spiele in der Top-Liga des europäischen Basketballsports, also seit 1958 des FIBA Europapokalwettbewerbs für die nationalen Meisterclubs bzw., seit der Spielzeit 2000/2001, der Euroleague Basketball der ULEB.
Aus dem Kreis der nominierten zwölf FIBA-Schiedsrichter wurden fünf Schiedsrichter gewählt und ausgezeichnet. Sie haben alle über eine Reihe von Spielzeiten in internationalen Einsätzen der europäischen Basketballwettbewerben für Clubteams ihre besonderen Haltungen und Fähigkeiten, auch in entscheidenden und kritischen Spielsituationen, nachgewiesen. Sie erhielten aber auch Anerkennungen als beste und bedeutende Schiedsrichter internationaler Turniere (Olympische Sommerspiele, Weltmeisterschaften, Europameisterschaften etc.).
| GCL/C | FIBA-Schiedsrichter     | Nationalität           |
| --- | ----------------------- | ---------------------- |
| C10 | Artenik Arabadjian      | Bulgarien              |
| N | Obrad Belosevic         | Serbien                |
| N | Romualdas Brazauskas    | Litauen                |
| C10 | Mikhail Davidov         | Russland               |
| N | Pedro Hernandez-Cabrera | Spanien                |
| N | Carl Jungebrand         | Finnland               |
| N | Ervin Kassai            | Ungarn                 |
| C10 | Lubomir Kotleba         | Slowakei               |
| C10 | Yvan Mainini            | Frankreich             |
| C10 | Costas Rigas            | Griechenland           |
| N | David Turner            | Vereinigtes Königreich |
| N | Wiesław Zych            | Polen                  |
| |                         |                        |
| 5 / 7 | 12 Schiedsrichter       | aus 12 Staaten         |
| |                         |                        |
| - LEGENDE: - Die wikipedia-internen Links der „Trainer und Coaches“ verweisen stets nur auf Wikipedia-Artikel des deutschen Sprachraumes. Ein interner Link auf Artikel anderer Sprachversionen, z. B. „en.“ (englisch), „.es“ (spanisch) oder „.it“ (italienisch) wäre programmtechnisch realisierbar, wird innerhalb der deutschen Sprachraumorganisation aber nicht akzeptiert. Grundsätzlich gibt es zu allen oben genannten Coaches Artikel in anderen Sprachversionen, die direkt oder auch über die zentrale internationale Wikipedia-Eingangsseite zu erreichen sind. \| - In der Spalte „Club- und Nationalteams“ wurden die internationalen Kfz.-Länderkennzeichen genutzt. \| - Zu beachten ist, dass in dem dargestellten Zeitraum Staaten wie zum Beispiel die DDR, Jugoslawien oder die UdSSR existierten und ihre Basketballverbände Mitglieder der FIBA waren. |                         |                        |
| |                         |                        |

## Ehrung der Persönlichkeiten
Die fünfzig gewählten ehemaligen und im Zeitpunkt Mai 2008 aktiven Akteure des europäischen Club-Basketballs, sämtlich aktiv in den ersten fünfzig Spielzeiten des Europapokals der Landesmeister bzw. der Euroleague der europäischen Basketballer, wurden zum Ende der Saison 2007/2008, im Rahmen des Final Four der Euroleague, in der Zeit vom 2. bis 4. Mai 2008, im Rahmen einer offiziellen Zeremonie im Palacio de Deportes de la Comunidad de Madrid geehrt.